# Carles III de Nàpols

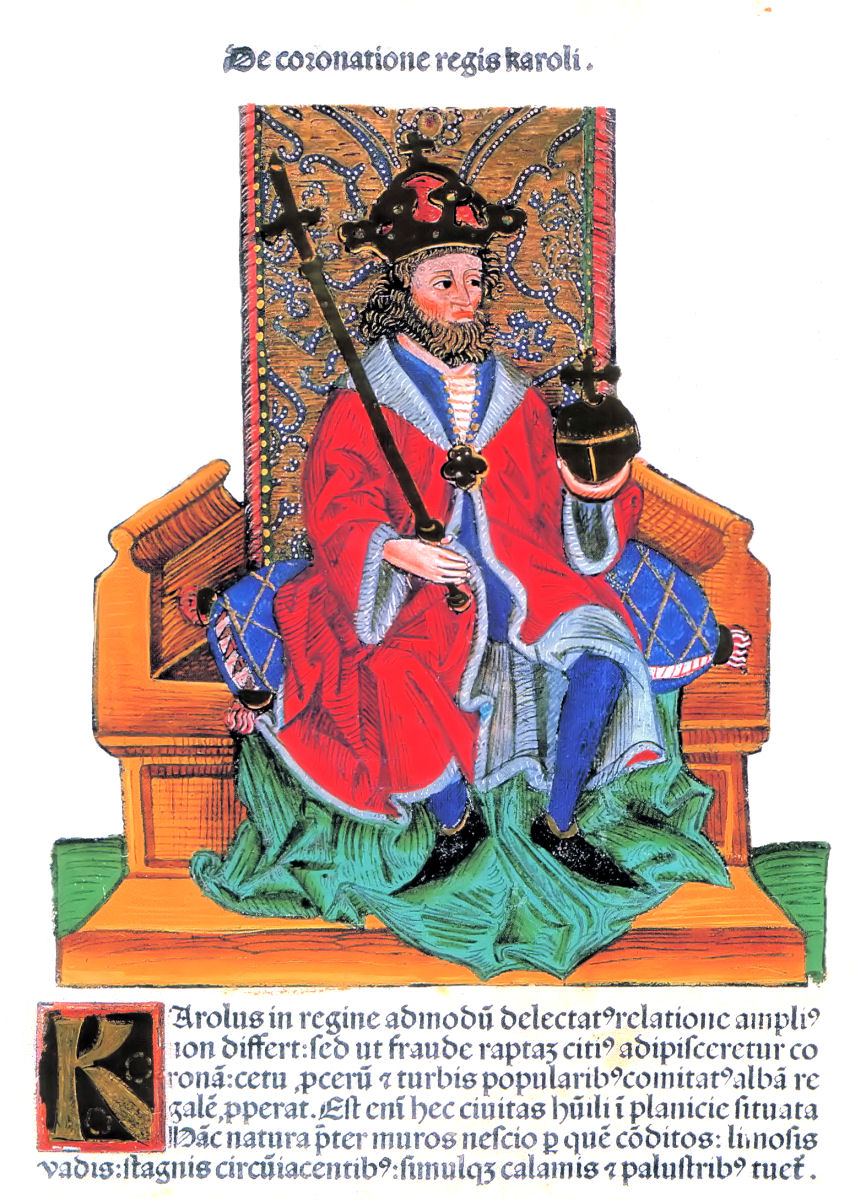
Carles III de Nàpols. Miniatura hongaresa de 1488

Escut d'Armes del Regne de Nàpols sota poder de la Branca Anjou-Durazzo

Carles III de Nàpols (italià: Carlo III)  (Corigliano Calabro, 1345 - Visegrád, 24 de febrer de 1386 (Gregorià)) Carles II d'Hongria el Breu, comte de Provença i rei de Nàpols i titular de Jerusalem (1381-1386), príncep d'Aquilea (1383-1386) i rei d'Hongria (1385-1386).

## Ascens al tron napolità
Com a besnet de Carles II de Nàpols, Carles III era cosí segon de la reina Joana I de Nàpols. Aquesta l'adoptà com a fill en ser l'únic mascle de la línia angevina de Nàpols. Joana I al llarg de la seva vida estigué profundament enamorada d'ell, però aquest mai la va correspondre. Tot i això el 1369 Joana el nomenà hereu al tron napolità.
Per l'enfrontament entre Joana I i el Papa Urbà VI, el qual considerava Nàpols com un feu papal, Joana I donà suport a Climent VII durant el Cisma d'Occident i fou destronada el 1381 i va cedir el reialme a Carles III. Va iniciar la guerra de la Unió d'Ais, marxant vers el regne de Nàpols amb un exèrcit hongarès, va derrotar el rei consort Otó IV de Brunswick, i va assetjar la ciutat, fins a capturar la reina el mateix any 1381.
No obstant això, una complicació s'interposà pel camí al tron reial. Joana I, abans de morir el 1382 designà un nou hereu: així adoptà el comte d'Anjou Lluís I d'Anjou. Aquest va prendre possessió dels comtats de Provença i Forcalquier i va marxar vers Nàpols per demanar el regne. A la seva arribada però fou derrotat per Carles III.

## Ascens al tron hongarès
A la mort de Lluís I d'Hongria, Carles III va demanar el tron hongarès com el mascle més gran de la dinastia angevina, i va expulsar Maria I d'Hongria, filla de Lluís I, del tron el desembre de 1385. Tot i això, la reina vídua va organitzar un complot per assassinar Carles a Visegrád el 24 de febrer de 1386.

## Núpcies i descendents
El febrer de 1369 es casà amb la seva cosina germana Margarida de Durazzo, filla de Carles Durazzo i Maria de Nàpols. Margarida era neta per línia paterna i besneta per línia materna de Carles II de Nàpols. D'aquesta unió nasqueren tres fills:
- la infanta Maria de Nàpols 1369-1371)
- la infanta Joana II de Nàpols (1373-1435), reina de Nàpols
- l'infant Ladislau I de Nàpols (1377-1414), rei de Nàpols

Fou enterrat a Belgrad. El seu fill mascle Ladislau el succeí al Regne de Nàpols mentre els regents de Maria I d'Hongria la reinstauraren com a reina d'Hongria.